# ترزواروش
ترزواروش (به مجاری:  Terézváros) ناحیهٔ ۶ از ۲۳ ناحیهٔ بوداپست در مجارستان است. ترزواروش ۲٫۳۸ کیلومتر مربع مساحت و ۳۸٬۵۰۴ نفر جمعیت دارد.

## خواهرخوانده
برلین-میته خواهرخواندهٔ ترزواروش است.